# DVD-Audio
DVD-Audio — цифровой формат DVD, созданный специально для высококачественного воспроизведения звуковой информации. Диск формата DVD-Audio позволяет записывать фонограммы с различным числом звуковых каналов (от моно до 5.1).

## История
Когда в 1996 году был представлен стандарт DVD, аудиоформата DVD-Audio ещё не существовало. DVD Forum искал дополнительную поддержку у звукозаписывающей индустрии для финального определения формата.
Проект стандарта был представлен рабочей группой DVD Forum’s Working Group 4 (WG4) в январе 1998 года, в июле была представлена версия 0.9.
Окончательная спецификация DVD-Audio 1.0 (без защиты от копирования) была утверждена в феврале 1999 года и представлена в марте. Но производство продукта задерживалось частично из-за затянувшегося процесса выбора защиты от копирования (шифрование и водяные знаки), в связи с осложнениями при утверждении форумом Secure Digital Music Initiative (SDMI).
Выпуск, запланированный на октябрь 1999 года, задерживался до середины 2000 года из-за ряда проблем, вызванных взломом системы ограничения цифровых прав CSS, а также из-за неполной готовности аппаратной части, производственных мощностей и слабой поддержки у звукозаписывающих компаний.
В конце 1999 года компания Pioneer выпустила в Японии первый DVD-Audio проигрыватель (без защиты от копирования). В июле 2000 года компания Matsushita выпустила универсальные DVD-Audio/DVD-Video проигрыватели под торговыми марками Panasonic и Technics. Pioneer, JVC, Yamaha и другие производители выпустили свои DVD-Audio проигрыватели в конце 2000 — начале 2001 года.
К концу 2000 года на рынке было доступно около 50 наименований DVD-Audio, в 2001 году — более 200.

## Техническая информация
Запись на диске DVD-Audio может иметь от 1 до 6 звуковых каналов. Как правило, диск включает стереофонограмму (в максимальном качестве) и многоканальную фонограмму (до 96 кГц).
Для записи звука применяется кодирование линейной ИКМ с разрядностью 16, 20 или 24 бит и частотой дискретизации 44,1, 48, 88,2, 96, 176,4 или 192 кГц. При этом с частотой дискретизации 176,4 или 192 кГц могут быть записаны не более двух звуковых каналов.
|                                          | 16-, 20- или 24-битное квантование |          |        |           |         |     |
| 44,1 кГц                                 | 48 кГц                             | 88,2 кГц | 96 кГц | 176,4 кГц | 192 кГц |     |
| Моно (1.0)                               | Да                                 | Да       | Да     | Да        | Да      | Да  |
| Стерео (2.0)                             | Да                                 | Да       | Да     | Да        | Да      | Да  |
| Стерео (2.1)                             | Да                                 | Да       | Да     | Да        | Нет     | Нет |
| Стерео + канал окружения (3.0 или 3.1)   | Да                                 | Да       | Да     | Да        | Нет     | Нет |
| Квадрофония(4.0 или 4.1)                 | Да                                 | Да       | Да     | Да        | Нет     | Нет |
| 3-Стерео (3.0 или 3.1)                   | Да                                 | Да       | Да     | Да        | Нет     | Нет |
| 3-Стерео + канал окружения (4.0 или 4.1) | Да                                 | Да       | Да     | Да        | Нет     | Нет |
| Объёмный звук (5.0 или 5.1)              | Да                                 | Да       | Да     | Да        | Нет     | Нет |

### Кодеки
В DVD-Audio используется система компрессии данных без потерь (MLP), разработанная фирмой Meridian Audio. Декодированный MLP-поток данных бит в бит идентичен потоку до кодирования. Применение сжатия MLP позволило преодолеть ограничение в скорости передачи данных (9,6 Мбит/с) DVD и воспроизводить 6 каналов звукового материала (24 бит/96 кГц при требуемой полосе пропускания 13,8 Мбит/с) без потери качества. Степень сжатия зависит от содержания и разрешения кодируемого материала и может составлять до 25—55 %.
DVD-Audio может содержать многоканальный звук, но также учтено и то, что большинство систем, имеющихся у потребителей, кроме домашних кинотеатров, сконфигурированы под стерео. Поэтому на диске могут либо содержаться два варианта фонограммы: стерео и многоканальный, либо применяться схема автоматического сведения (downmix) под названием «Техника системного управления аудиоресурсами» (System Managed Audio Resource Technique, SMART), которая активизируется в том случае, если на диске отсутствует отдельная двухканальная фонограмма.
Помимо стереофонограммы высокого разрешения без сжатия (LPCM) или со сжатием без потерь (MLP), звуковой материал той же программы может быть представлен в компрессированном виде с потерями, в форматах пространственного звучания Dolby Digital или DTS, соответствующих стандарту DVD-Video. Такие дополнительные дорожки размещались на первых порах внедрения формата DVD-Audio для обратной совместимости с DVD проигрывателями, не имевших поддержки DVD-Audio.
Поддержка многоканального звука является важным преимуществом DVD-Audio перед предыдущими форматами. Наличие 5 каналов позволяет позиционировать звуки в трёхмерном пространстве, что даёт две новые возможности: точная передача акустики помещения и создание новых звуковых образов за счёт сплетения спецэффектов с самим музыкальным содержанием.

### Структура диска
В DVD-Audio применяется файловая система UDF/ISO 9660. Звуковые дорожки в формате DVD-Audio располагаются в каталоге AUDIO_TS диска. В отличие от DVD-Video, непосредственно звуковые файлы DVD-Audio имеют расширение .AOB (Audio Objects). Также папка AUDIO_TS содержит следующие типы файлов:
- .SAMG (Simple Audio Manager) — предназначенные для бытовых плееров списки аудиотреков;
- .AMG (Audio Manager) — детализированное описание контента диска (интерактивное меню, управление при воспроизведении и т. п.);
- .ASVS (Audio Still Video Set) — статические изображения, отображающиеся при воспроизведении звукозаписей.

Для DVD-Audio могут применяться DVD-диски с любым количеством слоев. При этом каждый слой разбивается на 9 групп, которые, в свою очередь, могут содержать до 99 треков. Каждой композиции может быть присвоено до 99 индексных точек.
В каталоге VIDEO_TS может размещаться дополнительная информация, например, видеофрагменты (интервью, репетиции), звук которых также записан в формате Dolby Digital или DTS. Воспроизведение видео, как правило, возможно на DVD-Video проигрывателях, не поддерживающих воспроизведение формата DVD-Audio.

## Защита от копирования
На этапах внедрения предполагалось применение 40-битной системы скремблирования CSS. Однако после взлома системы CSS в 1999 году группа компаний, в которую входили IBM, Toshiba, Intel и другие, создала 56-битную систему защиты СРРМ, которая использует специальный блок, содержащий ключи носителя Media Key Block (МКВ) для установки подлинности DVD-Audio-проигрывателя. Во время дешифровки звука проигрыватель должен получить ключ носителя из МКВ, который также зашифрован. Проигрыватель должен использовать свой уникальный ключ для дешифровки МКВ и при положительном исходе операции зашифрованные данные восстанавливаются.
DVD-Audio-диски могут использовать цифровые «водяные знаки», обычно замешанные в звуковой сигнал через каждые 30 секунд и не воспринимаемые на слух. Это позволяет определить источник записи при её последующем копировании.

## Подключение к усилителю/ресиверу
Для защиты от прямого копирования цифрового контента при воспроизведении DVD-Audio были введены некоторые ограничения.
Передача сигнала от проигрывателя до усилителя/AV-ресивера может производиться несколькими различными методами:
1. Шесть аудиоканалов дешифруются плеером и подаются на аналоговые выходы, которые подключены к ресиверу шестью стандартными двухпроводными кабелями с разъемами RCA, или, на аппаратуре более высокого класса, шестью трехпроводными кабелями с разъемами XLR
2. 6 каналов × 24 бит/96 кГц или 2 канала × 24 бит/192 кГц дешифруются в плеере и вновь зашифровываются для передачи на ресивер в цифровом виде по интерфейсам HDMI или IEEE 1394, где происходит их декодирование в соответствующее число звуковых каналов. Система шифрования HDMI и IEEE 1394 отличаются от системы, применяемой в DVD-A, и разработана как основной стандарт для высококачественных цифровых интерфейсов. Усилитель/ресивер должен иметь действующий ключ для дешифровки, в противном случае, прослушивание диска будет невозможным.
3. Использование цифровых интерфейсов S/PDIF или TOSLINK. Однако для защиты от несанкционированного копирования DVD-Audio проигрыватели могут применять эти цифровые интерфейсы в следующих случаях:
  1. Полностью закрытый интерфейс. Этот вариант предпочтителен для звукозаписывающих компаний.
  2. Переконвертация звука в 2-канальный 16 бит/48 кГц ИКМ-сигнал.
  3. Переконвертация звука в 2-канальный сигнал, но с сохранением оригинальной битности и частоты дискретизации, если производитель установил флаг на диске, которых «разрешает» проигрывателю подобную передачу.
4. Модифицировать плеер, добавив возможность захватывать цифровые сигналы с полным разрешением перед цифро-аналоговым преобразователем и конвертировать их в S/PDIF, передавая полнодиапазонный (но только стерео) сигнал. Для некоторых плееров уже существуют подобные самодельные решения. Также существует вариант с несколькими S/PDIF выходами для передачи многоканального цифрового звука с полным разрешением.

## Война форматов
В 1999 году были представлены сразу два звуковых формата высокого разрешения, которые должны были заменить Audio CD. В то время как DVD Forum представляет свой формат DVD-Audio, компании Sony и Philips начинают продвигать на рынок альтернативный — Super Audio CD (SACD).
В формате SACD применялся принципиально иной способ кодирования информации. Применение широтно-импульсной модуляции в формате Direct Stream Digital, который использовался при записи SACD, предусматривающий 1-битовое представление аудиосигнала с очень высокой тактовой частотой — 2,8224 МГц, позволило говорить об «аналоговом» характере звучания и большей приближенности к оригиналу, нежели при записи ИКМ. SACD задумывался исключительно как аудиофильский формат.
DVD-Audio использует преобразование сигнала по методу ИКМ с высокой разрядностью до 24 бит и частотой дискретизации до 192 кГц. Одно из преимуществ DVD-Audio заключалось в совместимости с большинством существующих на тот момент форматов. Уже первые проигрыватели воспроизводили не только CD и DVD-Audio, но и DVD-ROM, DVD-Video с саундтреком, записанным в AC-3 и DTS. Также стоит отметить распространённый на студиях звукозаписи формат кодирования ИКМ.
Оба формата имеют одинаковую физическую структуру дисков (две склеенных подложки диаметром 12 или 8 см и общей толщиной 1,2 мм), логическую структуру данных, служащую основой для создания дисков. В обоих форматах поддерживается многоканальный звук (до шести каналов) со сверхвысоким разрешением, совместимость плеера с форматом CD-Audio и возможность использования графического и текстового материала (в SACD — теоретическая).
|                       | CD           | DVD-Audio                    | SACD            |
| --------------------- | ------------ | ---------------------------- | --------------- |
| Формат                | 16 бит PCM   | 16-, 20-, 24 бит PCM         | 1 бит DSD       |
| Частота дискретизации | 44,1 кГц     | 44,1—192 кГц                 | 2,8224 МГц      |
| Динамический диапазон | 96 дБ        | 144 дБ (теоретически)        | 120 дБ          |
| Частотный диапазон    | 20—20 000 Гц | до 96 000 Гц                 | 20—50 000 Гц    |
| Ёмкость диска         | 700 MB       | 4,7—8,5 ГБ                   | 4,7—8,5 ГБ      |
| Время звучания        | 80 мин.      | зависит от параметров записи | >180 / 109 мин. |
| Стерео                | Да           | Да                           | Да              |
| Surround Sound        | Нет          | 5.1                          | 5.1             |

Чтобы гарантировать правообладателям защиту информации от несанкционированного копирования, то есть сделать невозможным изготовления цифровых копий с диска с целью дальнейшего тиражирования, в этих форматах была применена система шифрования. Причем в SACD изначально успешно применили оригинальную тройную защиту, а выпуск DVD-Audio был отложен на год из-за появившегося сообщения о взломе защиты CSS. Это и определило некоторый отрыв в распространении технологии SACD.
Несмотря на все попытки заменить формат Audio-CD, ни одна технология так и не смогла добиться преимущества. С одной стороны это произошло из-за распространения сетевых аудиоформатов с потерями, таких как MP3 и AAC, с другой стороны, рассчитанные на требовательных слушателей форматы высокого качества не вызвали интереса у массового потребителя из-за более высокой цены носителей, ограниченного ассортимента записей и, зачастую, невысоких требований слушателей к качеству звучания.
Как замена этих высококачественных форматов набирает популярность Blu-ray Disc c ИКМ-звуком без сжатия или с применением форматов сжатия без потерь Dolby TrueHD, DTS-HD Master Audio, Dolby Lossless (MLP) с возможностью передачи до восьми каналов (24 бит/96 кГц) или шести каналов (24 бит/192 кГц).